# Бурхан Халдун
Бурхан Халдун (монголски језик: Бурхан Халдун) је света планина у североисточном монголском планинском масиву Кенти где средњоазијска степа сусреће црногоричне шуме сибирских тајги. Ова планина се повезује с обожавањем светих планина, река и ово-а (шамански камени олтари) у чијим се обредима обликовала мешавина древних шаманских и будистичких обичаја. Она је најпознатија као место рођења Џингис кана (али и потврђено место рођења његова великог заповедника Субудаја) и наводно место његове скривене гробнице. Што говори о кановој жељи да установи обожавање планина као важан облик уједињења монголских народа. Због тога су „Велика Бурхан Халдун планина и њен свети предео” уписани на УНЕСКО-в Списак места Светске баштине у Азији и Аустралазији 2015. године
Планина је део 12.270 км² великог Кан Кенти заштићеног подручја, основаног 1992. год. Ту су сточарство и туризам строго контролисани, а лов и рударство забрањени како би се заштитила дивљина.